# Kottingbrunn
Kottingbrunn — gmina targowa w Austrii, w kraju związkowym Dolna Austria, w powiecie Baden. Liczy 7 422 mieszkańców (1 stycznia 2014).

## Osoby urodzone w Kottingbrunn
- Henryk Jasiczek — polski dziennikarz, poeta, pisarz oraz aktywista społeczno-narodowy z Zaolzia